# Lattrop-Breklenkamp
Lattrop-Breklenkamp is een dubbeldorp bestaande uit het kerkdorp Lattrop en de buurtschap Breklenkamp in de gemeente Dinkelland in Overijssel.

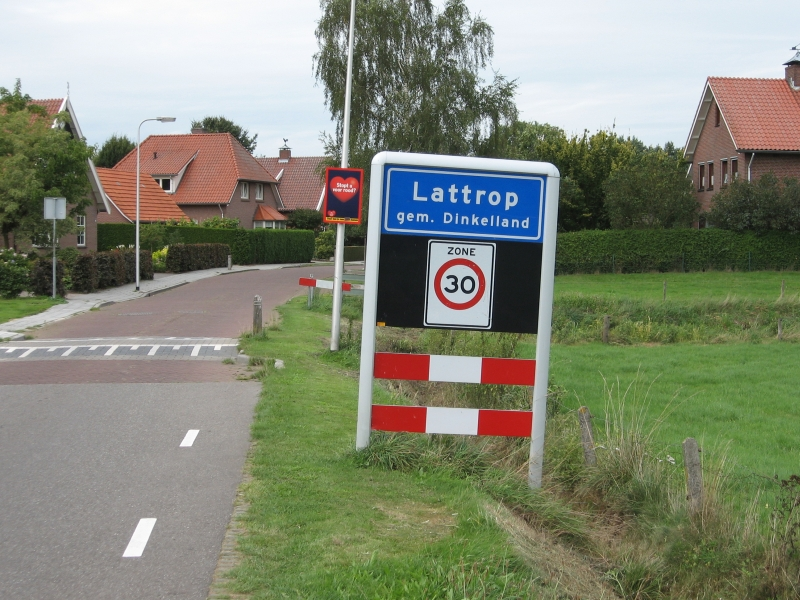
Kombord Lattrop
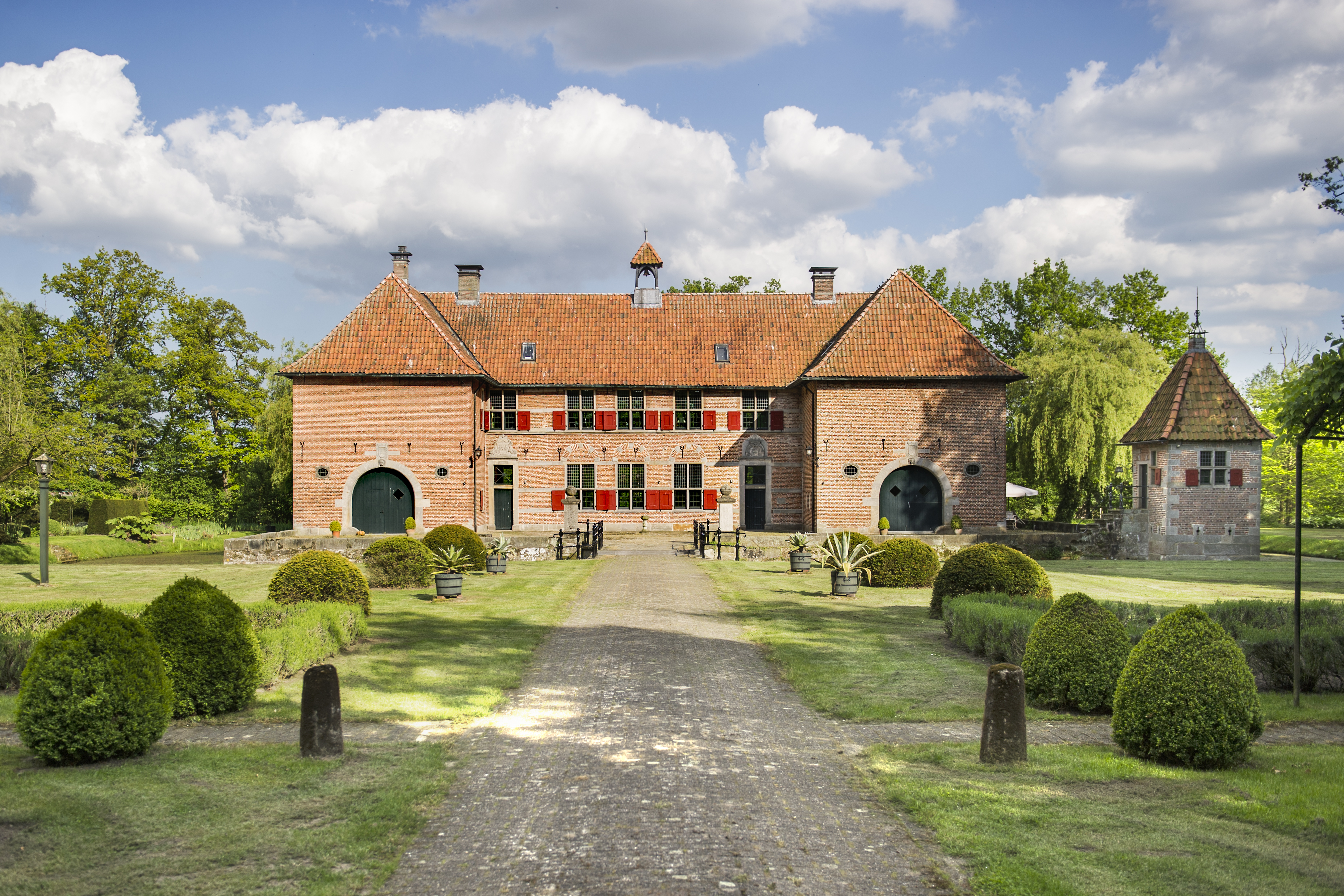
Havezate Brecklenkamp in 2013
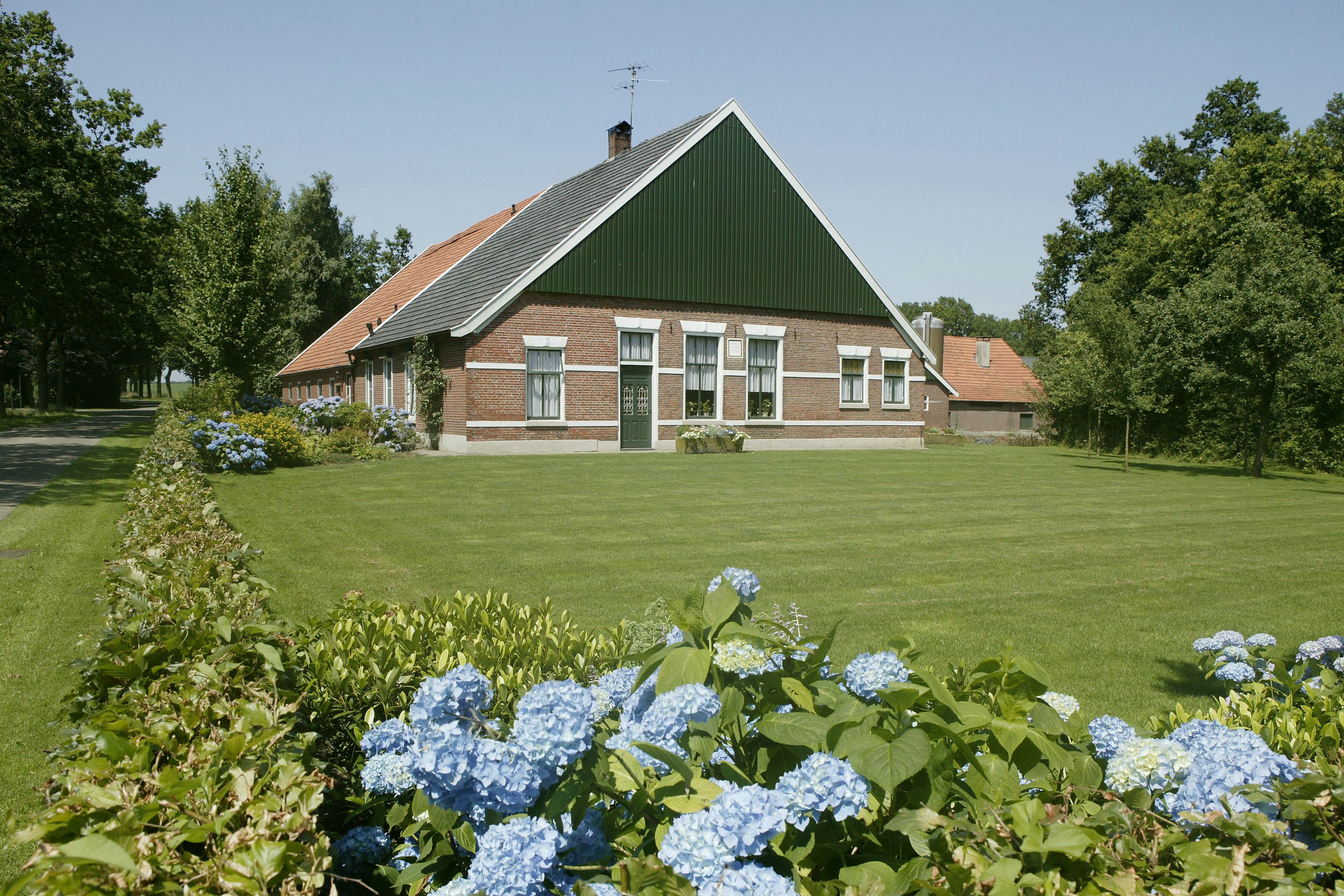
Boerderij bij Lattrop